# Castelu, Constanța
Castelu (în trecut Chiostel, în turcă Köstel) este satul de reședință al comunei cu același nume din județul Constanța, Dobrogea, România. Se află în partea centrală a județului, în Podișul Medgidiei. La recensământul din 2002 avea o populație de 2833 locuitori.